# Pinellia tripartita
Pinellia tripartita là một loài thực vật có hoa trong họ Ráy (Araceae). Loài này được (Blume) Schott miêu tả khoa học đầu tiên năm 1856.